# Colubrina articulata
Colubrina articulata är en brakvedsväxtart som först beskrevs av René Paul Raymond Capuron, och fick sitt nu gällande namn av E. Figueiredo. Colubrina articulata ingår i släktet Colubrina och familjen brakvedsväxter. Inga underarter finns listade i Catalogue of Life.